# Nhữ Dương
Nhữ Dương (chữ Hán giản thể: 汝阳县, bính âm: Rǔyáng Xiàn Hán Việt: Nhữ Dương huyện) là một huyện của địa cấp thị Lạc Dương, tỉnh Hà Nam, Cộng hòa Nhân dân Trung Hoa. Huyện Nhữ Dương nằm ở vùng sơn địa giữa hai ngọn núi Dư Tây, giữa Phục Ngưu Sơn và Tung Sơn. Sông Bắc Nhữ Hà chảy qua huyện này. Nhữ Dương là nơi có nhiều phát hiện khảo cổ xương khủng long, bao gồm loại Huanghetitan ruyangensis được mô tả năm 2007.